# Vipio abdelkader
Vipio abdelkader är en stekelart som beskrevs av Otto Schmiedeknecht 1896. Vipio abdelkader ingår i släktet Vipio och familjen bracksteklar. Inga underarter finns listade i Catalogue of Life.